# Duqm
Duqm  (الدقم in arabo), è una città portuale nel mar Arabico nella regione centrale dell'Oman.